# Regiunea Aachen

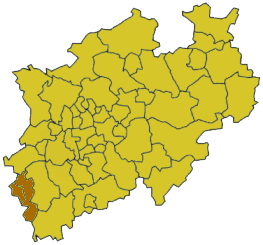
Așezarea regiunii în Renania de Nord-Westfalia

Regiunea Aachen este regiunea cea mai de vest din Germania. Ea cuprinde orașul Aachen și districtele Aachen, Düren, Heinsberg și partea de vest a districtului Euskirchen. Regiunea este străbătută pe direcția nord-sud de râul Rur.

## Localități
De la nord spre sud:
- Erkelenz
- Heinsberg
- Geilenkirchen
- Jülich
- Alsdorf
- Eschweiler
- Düren
- Aachen
- Heimbach
- Monschau

## Regio Aachen
Este denumirea părți germane din regiunea  Euregio Maas-Rhein, care corespunde cu regiunea Aachen.